# Pardosa fuscula
Pardosa fuscula là một loài nhện trong họ Lycosidae.
Loài này thuộc chi Pardosa. Pardosa fuscula được Tord Tamerlan Teodor Thorell miêu tả năm 1875.